# Czterozębowate
Czterozębowate (Tetraphidaceae Schimp.) – rodzina mchów należąca do monotypowego rzędu czterozębowców (Tetraphidales M. Fleisch.) w obrębie klasy płonników (Polytrichopsida Doweld) lub wyodrębnianych we własną klasę Tetraphidopsida. Należą tu dwa rodzaje – czteroząb Tetraphis (typowy dla rodziny) i czteroząbek Tetrodontium. Każdy z dwoma gatunkami. Rośliny te występują w obszarze cyrkumborealnym w północnej części Ameryki Północnej, Europy i Azji, w przypadku rodzaju czteroząbek także na południowych krańcach Ameryki Południowej i na Nowej Zelandii.

## Morfologia

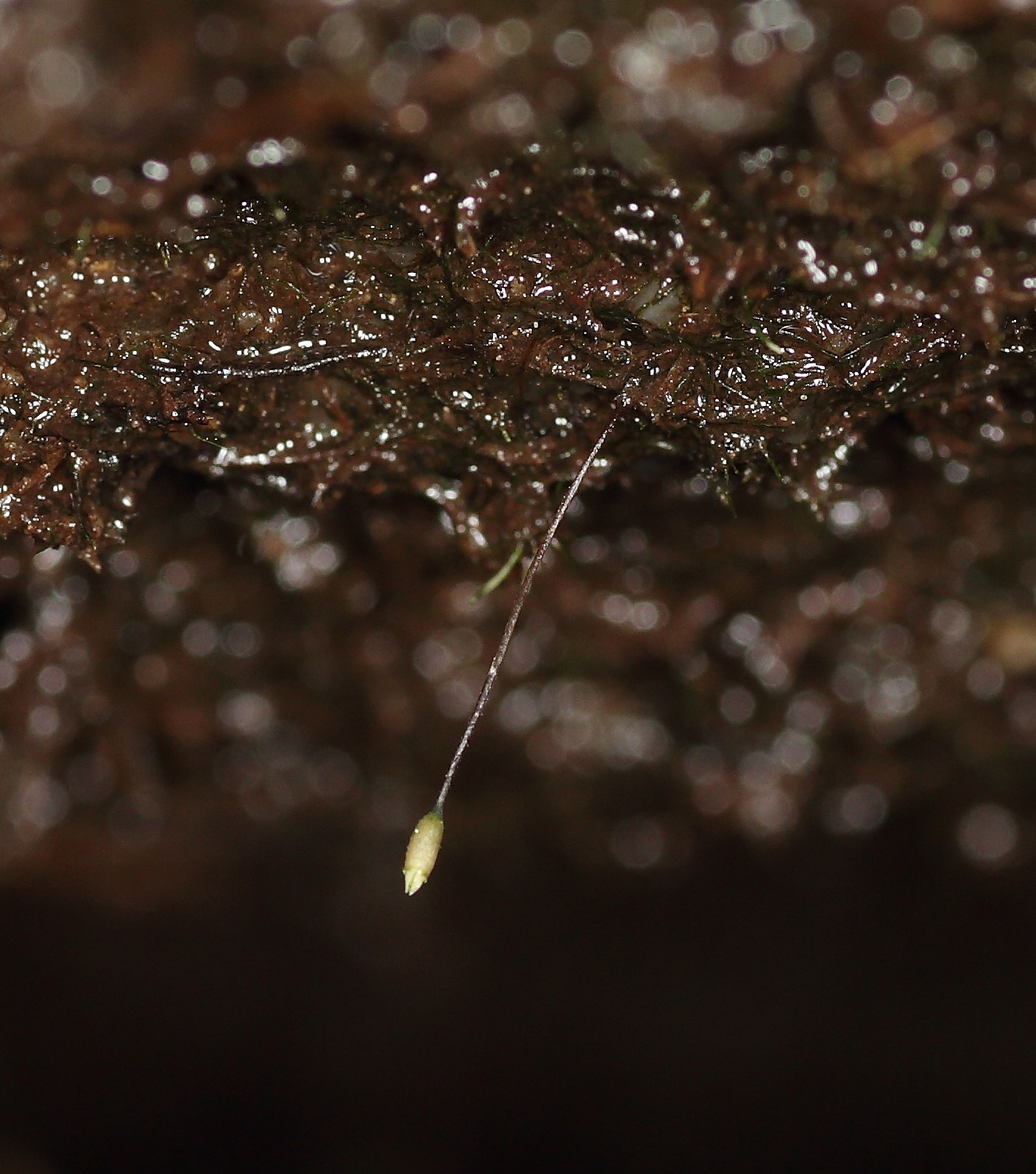
Czteroząbek Browna

SplątekBlaszkowaty, niepodzielony lub rozgałęziający się, z zielonymi, liściopodobnymi klapami, czasem utrzymuje się u nasady łodyżek gametofitu.
GametofitDrobne rośliny jednopienne, osiągające do 1 cm wysokości w przypadku rodzaju czteroząb i 0,5 cm w przypadku rodzaju czteroząbek. Prosto wzniesione łodyżki pokryte są listkami ku górze coraz większymi. Listki jajowate do lancetowatych, wyrastają w trzech rzędach, bywają rozchylone lub stulone, z żebrem lub bez. Nie posiadają pochwiastej nasady. Komórki u nasady silniej wydłużone, w szczytowej części liścia bardziej zaokrąglone do sześciokanciastych, o gładkich ścianach. Plemnie i rodnie powstają na krótkich łodyżkach u nasady gametofitu. W przypadku rodzaju czteroząbek występują powstające na krótkich łodyżkach wielokomórkowe rozmnóżki kształtu soczewkowatego.
SporofitSeta dłuższa od łodyżki gametofitu, prosta lub zgięta, gładka lub brodawkowata. Zarodnia prosto wzniesiona, pojedyncza, walcowata do jajowatej. Perystom z czterema, trójkątnymi ząbkami. Pierścienia (annulus) brak. Czepek ma kształt mitrowaty, jest gładki lub podłużnie składany, nagi.
ZarodnikiKulistawe, gładkie lub brodawkowane, żółte lub zielone, o średnicy 10–16 µm.

## Systematyka
Czterozębowate podnoszone są do rangi jednej z ośmiu klas (jako Tetraphidopsida) w obrębie mchów, siostrzanej względem płonników Polytrichopsida. Alternatywnie włączane są w randze rzędu czterozębowców Tetraphidales do klasy płonników.
Pozycja systematyczna płonników na drzewie filogenetycznym mchów
|  | Andreaeobryopsida       |
|  |                         |
|  | Andreaeopsida naleźliny |
|  |                         |

|  | Oedipodiopsida                                                               |
|  |                                                                              |
|  | \| \| Tetraphidopsida \| \| \| \| \| \| Polytrichopsida płonniki \| \| \| \| |
|  |                                                                              |
|  | Tetraphidopsida                                                              |
|  |                                                                              |
|  | Polytrichopsida płonniki                                                     |
|  |                                                                              |

|  | Tetraphidopsida          |
|  |                          |
|  | Polytrichopsida płonniki |
|  |                          |

|  | Oedipodiopsida                                                               |
|  |                                                                              |
|  | \| \| Tetraphidopsida \| \| \| \| \| \| Polytrichopsida płonniki \| \| \| \| |
|  |                                                                              |
|  | Tetraphidopsida                                                              |
|  |                                                                              |
|  | Polytrichopsida płonniki                                                     |
|  |                                                                              |

|  | Tetraphidopsida          |
|  |                          |
|  | Polytrichopsida płonniki |
|  |                          |

|  | Andreaeobryopsida       |
|  |                         |
|  | Andreaeopsida naleźliny |
|  |                         |

|  | Oedipodiopsida                                                               |
|  |                                                                              |
|  | \| \| Tetraphidopsida \| \| \| \| \| \| Polytrichopsida płonniki \| \| \| \| |
|  |                                                                              |
|  | Tetraphidopsida                                                              |
|  |                                                                              |
|  | Polytrichopsida płonniki                                                     |
|  |                                                                              |

|  | Tetraphidopsida          |
|  |                          |
|  | Polytrichopsida płonniki |
|  |                          |

|  | Oedipodiopsida                                                               |
|  |                                                                              |
|  | \| \| Tetraphidopsida \| \| \| \| \| \| Polytrichopsida płonniki \| \| \| \| |
|  |                                                                              |
|  | Tetraphidopsida                                                              |
|  |                                                                              |
|  | Polytrichopsida płonniki                                                     |
|  |                                                                              |

|  | Tetraphidopsida          |
|  |                          |
|  | Polytrichopsida płonniki |
|  |                          |

|  | Andreaeobryopsida       |
|  |                         |
|  | Andreaeopsida naleźliny |
|  |                         |

|  | Oedipodiopsida                                                               |
|  |                                                                              |
|  | \| \| Tetraphidopsida \| \| \| \| \| \| Polytrichopsida płonniki \| \| \| \| |
|  |                                                                              |
|  | Tetraphidopsida                                                              |
|  |                                                                              |
|  | Polytrichopsida płonniki                                                     |
|  |                                                                              |

|  | Tetraphidopsida          |
|  |                          |
|  | Polytrichopsida płonniki |
|  |                          |

|  | Oedipodiopsida                                                               |
|  |                                                                              |
|  | \| \| Tetraphidopsida \| \| \| \| \| \| Polytrichopsida płonniki \| \| \| \| |
|  |                                                                              |
|  | Tetraphidopsida                                                              |
|  |                                                                              |
|  | Polytrichopsida płonniki                                                     |
|  |                                                                              |

|  | Tetraphidopsida          |
|  |                          |
|  | Polytrichopsida płonniki |
|  |                          |

|  | Andreaeobryopsida       |
|  |                         |
|  | Andreaeopsida naleźliny |
|  |                         |

|  | Oedipodiopsida                                                               |
|  |                                                                              |
|  | \| \| Tetraphidopsida \| \| \| \| \| \| Polytrichopsida płonniki \| \| \| \| |
|  |                                                                              |
|  | Tetraphidopsida                                                              |
|  |                                                                              |
|  | Polytrichopsida płonniki                                                     |
|  |                                                                              |

|  | Tetraphidopsida          |
|  |                          |
|  | Polytrichopsida płonniki |
|  |                          |

|  | Oedipodiopsida                                                               |
|  |                                                                              |
|  | \| \| Tetraphidopsida \| \| \| \| \| \| Polytrichopsida płonniki \| \| \| \| |
|  |                                                                              |
|  | Tetraphidopsida                                                              |
|  |                                                                              |
|  | Polytrichopsida płonniki                                                     |
|  |                                                                              |

|  | Tetraphidopsida          |
|  |                          |
|  | Polytrichopsida płonniki |
|  |                          |

|  | Andreaeobryopsida       |
|  |                         |
|  | Andreaeopsida naleźliny |
|  |                         |

|  | Oedipodiopsida                                                               |
|  |                                                                              |
|  | \| \| Tetraphidopsida \| \| \| \| \| \| Polytrichopsida płonniki \| \| \| \| |
|  |                                                                              |
|  | Tetraphidopsida                                                              |
|  |                                                                              |
|  | Polytrichopsida płonniki                                                     |
|  |                                                                              |

|  | Tetraphidopsida          |
|  |                          |
|  | Polytrichopsida płonniki |
|  |                          |

|  | Oedipodiopsida                                                               |
|  |                                                                              |
|  | \| \| Tetraphidopsida \| \| \| \| \| \| Polytrichopsida płonniki \| \| \| \| |
|  |                                                                              |
|  | Tetraphidopsida                                                              |
|  |                                                                              |
|  | Polytrichopsida płonniki                                                     |
|  |                                                                              |

|  | Tetraphidopsida          |
|  |                          |
|  | Polytrichopsida płonniki |
|  |                          |

|  | Andreaeobryopsida       |
|  |                         |
|  | Andreaeopsida naleźliny |
|  |                         |

|  | Oedipodiopsida                                                               |
|  |                                                                              |
|  | \| \| Tetraphidopsida \| \| \| \| \| \| Polytrichopsida płonniki \| \| \| \| |
|  |                                                                              |
|  | Tetraphidopsida                                                              |
|  |                                                                              |
|  | Polytrichopsida płonniki                                                     |
|  |                                                                              |

|  | Tetraphidopsida          |
|  |                          |
|  | Polytrichopsida płonniki |
|  |                          |

|  | Oedipodiopsida                                                               |
|  |                                                                              |
|  | \| \| Tetraphidopsida \| \| \| \| \| \| Polytrichopsida płonniki \| \| \| \| |
|  |                                                                              |
|  | Tetraphidopsida                                                              |
|  |                                                                              |
|  | Polytrichopsida płonniki                                                     |
|  |                                                                              |

|  | Tetraphidopsida          |
|  |                          |
|  | Polytrichopsida płonniki |
|  |                          |

|  | Andreaeobryopsida       |
|  |                         |
|  | Andreaeopsida naleźliny |
|  |                         |

|  | Oedipodiopsida                                                               |
|  |                                                                              |
|  | \| \| Tetraphidopsida \| \| \| \| \| \| Polytrichopsida płonniki \| \| \| \| |
|  |                                                                              |
|  | Tetraphidopsida                                                              |
|  |                                                                              |
|  | Polytrichopsida płonniki                                                     |
|  |                                                                              |

|  | Tetraphidopsida          |
|  |                          |
|  | Polytrichopsida płonniki |
|  |                          |

|  | Oedipodiopsida                                                               |
|  |                                                                              |
|  | \| \| Tetraphidopsida \| \| \| \| \| \| Polytrichopsida płonniki \| \| \| \| |
|  |                                                                              |
|  | Tetraphidopsida                                                              |
|  |                                                                              |
|  | Polytrichopsida płonniki                                                     |
|  |                                                                              |

|  | Tetraphidopsida          |
|  |                          |
|  | Polytrichopsida płonniki |
|  |                          |

|  | Andreaeobryopsida       |
|  |                         |
|  | Andreaeopsida naleźliny |
|  |                         |

|  | Oedipodiopsida                                                               |
|  |                                                                              |
|  | \| \| Tetraphidopsida \| \| \| \| \| \| Polytrichopsida płonniki \| \| \| \| |
|  |                                                                              |
|  | Tetraphidopsida                                                              |
|  |                                                                              |
|  | Polytrichopsida płonniki                                                     |
|  |                                                                              |

|  | Tetraphidopsida          |
|  |                          |
|  | Polytrichopsida płonniki |
|  |                          |

|  | Oedipodiopsida                                                               |
|  |                                                                              |
|  | \| \| Tetraphidopsida \| \| \| \| \| \| Polytrichopsida płonniki \| \| \| \| |
|  |                                                                              |
|  | Tetraphidopsida                                                              |
|  |                                                                              |
|  | Polytrichopsida płonniki                                                     |
|  |                                                                              |

|  | Tetraphidopsida          |
|  |                          |
|  | Polytrichopsida płonniki |
|  |                          |

Podział na rodzaje
- Tetraphis Hedw. – czteroząb
- Tetrodontium Schwägr. – czteroząbek